# Astrid Gabrielsson
Astrid Gabrielsson, född 27 juli 1989 i Göteborg, är en svensk seglare. Hon representerade Sverige vid sommar-OS 2012 där hon slutade på 19:e plats i 470 tillsammans med Lisa Ericson.
Gabrielsson vann tillsammans med Ericson brons i 470 vid juniorvärldsmästerskapen 2008.